# Llandderfel
Llandderfel est un village et une communauté du Gwynedd, au pays de Galles.

## Géographie
Llandderfel est situé dans l'est du Gwynedd, à 7 km à l'est de la ville de Bala.
La communauté de Llandygai comprend aussi les villages et hameaux de Cefnddwysarn (en), Frongoch (en), Glan-yr-afon (en) et Llanfor (en).

## Démographie
Au recensement de 2011, la communauté de Llandderfel comptait 1 095 habitants.